# Рассказово (Мордовия)
Рассказово — посёлок в составе Семилейского сельского поселения в Кочкуровском районе республики Мордовия.

## География
Находится на расстоянии примерно 10 километров по прямой на юго-юго-запад от районного центра села Кочкурово.

## История
Основан в начале 1930-х годов, название по фамилии первопоселенцев.

## Население
Постоянное население составляло 160 человек (мордва-эрзя 79 %) в 2002 году, 169 в 2010 году.